# Len Ishmael
Len Ishmael là một nhà lập kế hoạch và nhà địa lý phát triển St. Lucian, từng là Tổng giám đốc của Tổ chức các quốc gia Đông Caribê từ ngày 12 tháng 5 năm 2003 cho đến cuối tháng 12 năm 2013.
Bà có bằng cấp đầu tiên về địa lý và kinh tế tại Đại học West Indies, cơ sở Mona và bằng tiến sĩ về quy hoạch đô thị và kinh tế phát triển của Đại học Philadelphia.